# Ceratopogon neglectus
Ceratopogon neglectus är en tvåvingeart som först beskrevs av Johannes Winnertz 1852.  Ceratopogon neglectus ingår i släktet Ceratopogon och familjen svidknott.
Artens utbredningsområde är Tyskland. Inga underarter finns listade i Catalogue of Life.